# Will Argunas
 (janvier 2019).
Will Argunas, de son vrai nom Arnaud Guillois, né le 2 septembre 1972 à Lille, est un auteur de bande dessinée français et illustrateur.

## Biographie
Arnaud Guillois a suivi les cours de l'École d'arts appliqués de Poitiers, dont il sort diplômé en 1993 de la section illustration/dessin publicitaire.
Après son service militaire, il arrive à Paris en 1995. Il démarche les éditeurs avec divers projets de bande dessinée. Grâce à des dessins parus dans le courrier des lecteurs de la revue Mad Movies, il rencontre les gens de chez Kaméléon Studios, et travaille sur divers projets, en tant que créateur de décors en maquette polystyrène, et apprend à peindre des figurines en résine ou à fabriquer des marionnettes en mousse.
Il devient roughman indépendant pour les catalogues de jouets Toys'R'Us en 1997 pour l'agence Mundocom, et il rejoint l'agence de Carole Lambert puis Caroline Maréchal et participe en tant que directeur artistique au film Dr Kill & Mr Chance, le 1er RealityToon de Jean-Yves Chalangeas et Fabrice Mathieu. En 1998 il quitte Paris pour aller vivre à Poissy, dans les Yvelines.
À partir de l'an 2000, il met en couleur les roughs et les storyboards de films publicitaires de Dominique Gelli, roughman chez l'agent Carole Lambert. Parallèlement à son activité de coloriste, il dessine tous les ans le catalogue Fly pour l'agence Factory Edition, sous la hulette de Pierre Maunoury. Entre 1995 et 2000 il est caissier manutentionnaire au sein la chaine de magasin d'alimentation Ed, un job alimentaire qui lui permet de vivre sur Paris, démarcher et réaliser ses premiers travaux en tant que dessinateur. Il quitte ce job en février 2000 pour se consacrer entièrement à son métier de coloriste, de roughman solo, et d'auteur de bd.

## 2000-2010
Il publie, sous le nom d'Arnaud Guillois, un premier album quasi-monochrome, Bleu(s), publié chez Triskel en 2001 par Erwan Guyodo, rencontré sur un stand des puces de Saint Ouen. L'éditeur fermant ses portes, l'année suivante, il cherche un  nouvel éditeur pour son projet suivant. Après une dizaine de refus, ce sera la trilogie L'Irlandais parue entre 2004 et 2006, toujours sous la même signature, aux éditions Carabas. En 2015 il quitte les Yvelines (78) avec femme et enfants pour aller vivre dans le Loiret (45).
En 2007, Arnaud Guillois prend le pseudonyme Will Argunas et publie Missing, un long polar poisseux aux éditions KSTЯ, tout jeune label des Éditions Casterman, sous la hullette de Didier Borg. Suivent Black Jake (2009) et Bloody September (2010) chez le même éditeur.
En 2009, Will Argunas découvre le Hellfest, à Clisson, en tant que festivalier. De retour chez lui, il réalise des dessins à partir des photos qu'il a prises du public, sur place. Il réalise ainsi une trentaine de dessins noir et blanc des festivaliers. En 2010, après y être retourné, il complète cette première série de dessins par une autre salve de 30 dessins.
En 2010, ne trouvant pas d'éditeur, il auto-édite l'artbook Pure Fucking People recueil d'illustrations noir et blanc sur les foules de concert de Metal, notamment celles du Festival Hellfest et qui donne lieu à la Pure Fucking Expodans la galerie commerciale du Leclerc de Clisson. Suivent Pure Fucking People 2 (2011), Pure Fucking People 3 (2012) et Pure Fucking People 4 (2013).
Toujours en 2010, il entame une collaboration avec la salle de concert L'Astrolabe à Orléans, autour de réalisations de sérigraphies de concert et il réalise également une bande dessinée pour les trois programmes trimestriels de cette salle, entre 2010 et 2011. Les posters sérigraphiés sont d'abord imprimés chez Festa 2000 à Beaugency. En 2012, à la suite du déménagement de son prestataire, Will monte un petit atelier DIY chez lui, et imprime dans une pièce de 2 mètres sur 2, ou dans sa cuisine.
Il aborde l'illustration jeunesse, avec Pas de vacances pour le fantôme, illustration d'un roman de Chantal Cahour, paru aux éditions CPE en 2008. Puis il publie Loup y es-tu ?, une adaptation de la comptine, en 2009, chez le même éditeur.

## 2010-2020
En 2010, il quitte le monde de la publicité, et arrête ainsi son travail de coloriste pour Dominique Gelli, et son travail de roughman de catalogue pour Fly, la chaine de magasin de meubles.
En 2011, il publie une adaptation de la vie du bluesman Américain Memphis Slim, aux éditions BDMusic (collection BD Jazz), toujours en 2011, il sort l'album L'Homme squelette, une adaptation du roman américain de Tony Hillerman, pour la collection Rivages/Casterman/Noir puis In the name of... (2012) et USA, Uriel, Samuel, Andrew (2013), toujours dans des collections de l'éditeur Casterman.
En 2011 il lance des ateliers bd dans des centres en loisirs, collèges et lycées autour de Beaugency (45). Par l'intermède des gens de l'Astrolabe, il rencontre la directrice du SPIP du Loiret, et lance des ateliers bd réguliers à la Maison d'Arrêt d'Orléans pendant deux ans. À la suite de sa fermeture en 2014, Will Argunas met en place des ateliers BD au centre pénitentiaire d'Orléans Saran, sur divers bâtiments (maison d'arrêt homme et femme, et centre de détention). Il intervient également 2 ans de suite sur la maison d'arrêt de Dijon. Il s'agit d'ateliers se déroulant sur une semaine, à raison de 20 heures par semaine, avec de petits groupes de 5 à 10 personnes détenues, toutes volontaires, listes validées par la détention. Will intervient plusieurs semaines par an, d'abord dispersées dans l'année, puis regroupées et enchainées sur une même période, ce qui lui permet d'éditer des petits livres  offerts aux personnes détenues ayant participé, sorte de souvenir et d'accomplissement pour eux. Les livres ainsi imprimés sont à usage internes.
En 2015, il auto-édite Pure Fucking Roller Derby, un artbook de 64 pages en noir et blanc sur ce sport essentiellement féminin venu des USA, après une immersion de 8 mois dans ce sport, et réalise régulièrement pendant 3 ans des affiches de match et de tournoi.
Pure Fucking Movies sort en 2016, un artbook de 112 pages en noir et blanc sur le cinéma américain. En 2017 il ne publie pas de livre mais réalise une campagne de crowdfunding sur la plateforme Ulule pour un projet autour du Club 27, avec l'impression de 5 sérigraphies en 2 couleurs.
En 2018 il auto-édite un autre artbook noir et blanc de 72 pages, hommage posthume à 32 icônes du Rock. Entretemps, en 2016 et 2017 il participe à la revue AAARG! sur des scénarios de Moutch et également à la revue Distorsion et Le Cinéma Français c'est d'la merde 1 et 2.
En 2019 il autoédite Gods Of Metal, un artbook de 80 pages alliant comme à chaque fois textes et dessins en noir et blanc. Cette fois il rend hommage à de célèbres musiciens de la scène Extrême, dite Metal.

## 2020-2024
En 2020, en plein confinement, il auto-édite The Art of Will Argunas, un recueil en couleur de 224 pages retraçant 10 ans d'activisme graphique au sein de la scène Rock/Metal, avec notamment toutes les affiches de concert réalisées pour l'association Mora Mora d'Orléans, mais aussi ses nombreuses sérigraphies réalisées pour l'Astrolabe à Orléans, le Chato'Do à Blois et divers festivals, dont le Hellfest. Dans ce livre on y retrouve sa collaboration avec le média Radio Metal dont il conçoit le merchandising depuis 2012, ses créations de pochettes et de merchandising pour des groupes.
Il collabore aussi avec divers revues et magazines, parmi lesquels New Noise Magazine, Geek Magazine, Radio Metal Magazine. Il collabore également avec divers éditeurs, comme Zone52 Editions, notamment autour de la collection Karnage dont il crée le logo et toutes les couvertures, les éditions Faute de Frappe, La Financière de loisirs, les éditions Petit à Petit, et divers groupes dont il crée logos, pochettes et merchandising (Capricôrn, Rebel Angels, Poppies in July, Pak, Sons of Apache, RNcs...). Il réalise également des affiches pour divers festivals (Le Grand Unisson, Baule d'Airs, Fire Master Convention, Stone Pebble Night, le West Stoner Sessions, le MFest...). En 2017  réalise toutes les illustrations du livre sur le groupe Sudéois Ghost, édité par Radio Metal .
Will Argunas collabore régulièrement avec la revue Pop Icons, dont il réalise couvertures et illustrations en pages intérieures.
Il expose régulièrement dans des bars (le T'es Rock coco à Angers, le Lézard et le Guet à Pintes au Mans), des festivals de musique (Hellfest, Motocultor, MFest, West Stoner Sessions, RaismesFest, Sylak Open Air, Download, Les Rockomotives...), des festivals bd (BDBOUM, Bulles en Val, Bd en Chinonais....), dans des salles de concert (l'Astrolabe, le Chato'Do, La Sirène, la Scène Michelet), et des boutiques de créateurs, l'hiver (Tours, Orléans, Blois) où il présente ses créations. Il vend également sur internet, grâce à une boutique sur la plateforme Etsy, ouverte en 2010, à la suite de la parution de Pure Fucking People 1, et à la réalisation de ses premières sérigraphies.
Depuis Septembre 2024 il donne des cours de dessin pour enfants et adolescents au sein d'une association du Loiret.

## Albums et séries
- Bleu(s), éditions Triskel (2001), signé Arnaud Guillois. Réédité chez les éditions Des ronds dans l'O en 2014.
- L'Irlandais (trilogie), éditions Carabas, signé Arnaud Guillois (2004-2006).
- Missing, Casterman coll « KSTЯ » (2007)
- Black Jake, Casterman (2009)
- Bloody September, Casterman (2010)
- L'Homme squelette d'après Tony Hillerman, Rivages/Casterman/Noir (2011).
- Memphis Slim, BDJazz (2010).
- In the name of…, Casterman coll « KSTЯ », 2012 (lauréat du Prix littéraire des lycéens et apprentis de Bourgogne, 2013, catégorie BD)[11]
- Uriel Samuel Andrew, Casterman coll « Ecritures » (2013).
- Joan Baez, livre/cd aux éditions BDMUSIC, (2014).

## Collectifs
- Aaarg!, éditions Arrg! (2016-2017)
- AC/DC, éditions Petit à Petit (2022)
- Pink Floyd, éditions Petit à Petit (2022)
- Metal, éditions Petit à Petit (2023)
- Led Zeppelin, éditions Petit à Petit (2024)
- Punk la fuckin' story, éditions Petit à Petit (2024)

## Auto-édition
- Pure Fucking People 1 , (2010).
- Pure Fucking People 2 , (2012).
- Pure Fucking People 3 , (2013).
- Pure Fucking People 4 , (2014).
- Pure Fucking Roller Derby , (2015).
- Pure Fucking Movies , (2016).
- Legends Never Die , (2018).
- Gods Of Metal , (2019).
- The Art of Will Argunas 2010-2020 , (2020).
- Collection Club 27 (tomes 1,2,3 et 4), (2020).
- Collection Club 27 (tomes 5 et 6), (2021).
- Alternative Rock Cover Art , (2021).
- Collection Club 27 (tomes 7 et 8), (2022).
- Collection Club 27 (tomes 9 et 10), (2023).